# Jatiel
Jatiel è un comune spagnolo di 54 abitanti situato nella comunità autonoma dell'Aragona.